# Військовий хрест (Норвегія)
Військовий хрест з мечем (норв. Krigskorset med sverd) — вища норвезька нагорода за хоробрість. 
Присуджується за видатну хоробрість або видатне командування під час бойових дій. У разі повторного нагородження на стрічку кріпляться додаткові мечі (спочатку повторні нагородження відзначалися кріпленням до стрічки бронзової зірочки). За час існування Військового хреста повторно ним було нагороджено десять осіб і одна людина, що була нагороджена тричі. Єдиним власником Військового хреста з трьома мечами (більш правильно «Військовий хрест з мечем і двома мечами») є учасник норвезького руху Опору Гуннар Сенстебю. Хрестом можуть бути нагороджені як норвежці, так і іноземці.

## Історія
Хрест засновано 23 травня 1941 року королем у вигнанні у Лондоні — Гоконом VII.
Спочатку хрест міг вручатися також без меча на стрічці, в нагороду за особливі заслуги у воєнний час без участі в бойових діях. З 18 травня 1945 року Військовий хрест міг бути присвоєний тільки військовослужбовцям за дії в бойових умовах, тому всі наступні нагородження виготовлялись з «мечами». Нагородою за видатні досягнення поза меж бойових дій почав слугувати заснований в той же день хрест Свободи короля Гокона VII.
Військовим хрестом відзначалися заслуги в період війни з 1940 по 1945 рік і нагородження були припинені в 1949 році. 
26 червня 1996 року умови нагородження були змінені: з цього часу вручення нагороди стало можливим за подвиги, здійснені після 1945 року. У 2011 році Військовим хрестом були нагороджені троє норвезьких військовослужбовців (з них один посмертно) за хоробрість і видатне командування під час проведення міжнародної операції в Афганістані у 2009 році. Ще два норвезьких офіцера удостоїлися Військового хреста за заслуги в Афганістані в 2013 році і один в 2014. Також у 2014 році за заслуги двадцятирічної давності в період війни в Боснії і Герцеговині був нагороджений ще один офіцер. 

## Нагороджені

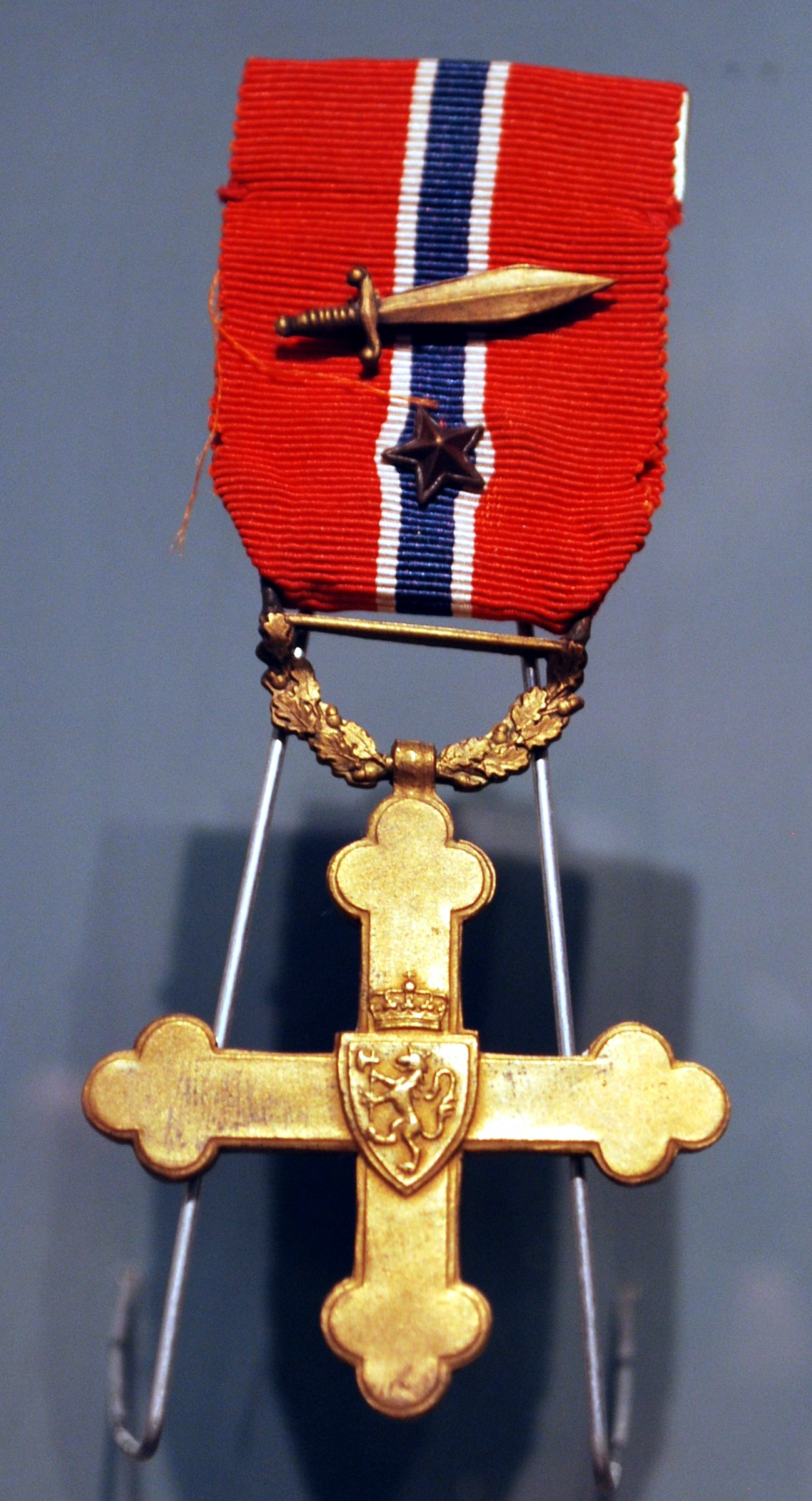
Військовий хрест з мечем і зіркою, ранній варіант позначення повторного нагородження. Нагорода Лейфа Ларсена.

Серед норвежців, нагороджених Військовим хрестом:
- Король Гокон VII;
- Наслідний принц Олаф;
- Гуннар Сенстебю (Військовий хрест із трьома мечами) — учасник норвезького руху Опору;
- Макс Манус (Військовий хрест з двома мечами) — учасник норвезького руху Опору;
- Турстейн Робю — учасник норвезького руху Опору, мандрівник, учасник експедиції на плоту «Кон-Тікі»;
- Кнут Гауґланд (Військовий хрест з двома мечами) — учасник норвезького руху Опору, мандрівник, учасник експедиції на плоту «Кон-Тікі».

З моменту заснування Військовим хрестом були також нагороджені 126 іноземців та 7 військових частин. В основному нагородження були проведені за заслуги під час оборони Норвегії в 1940 році.
Кількість нагороджених по країнах:
- 155 — Норвегія (з них 1 у 2009, 3 в 2011, 2 в 2013 і 2 в 2014 роках);
- 66 — Франція (в основному члени Іноземного Легіону і Альпійських стрільців, у тому числі Дмитро Амілахварі);
- 42 — Велика Британія (у тому числі король Георг VI і його дружина королева Єлизавета);
- 13 — Польща (в тому числі Владислав Сікорський);
- 2 — США;
- 1 — Данія (при цьому службовець в королівських ВПС Норвегії);
- 1 — Греція (король Георг II);
- 1 — Канада;
- 7 військових частин французької армії. На церемонії в королівському палаці в Осло, що відбулася 7 червня 1946 року, до знамен цих частин, що билися в битві при Нарвіку, був прикріплений Військовий хрест з мечем.

## Опис
- Знак являє собою бронзовий без емалі «конюшиновий» хрест розміром 43 на 43 мм. На аверсі в центрі хреста під королівською короною щит з гербом Норвегії — норвезьким коронованим левом з сокирою в передніх лапах. Реверс плоский.
- Стрічка червона, в центрі синя смуга з тонкими білими смужками по боках.
- Хрест носили на лівій стороні грудей і розташовується перед іншими нагородами.
- На деяких видах одягу можливо носіння мініатюри нагороди.

## Див.також
- Нагороди Норвегії